# Mattia Ciccarelli
Mattia (ur. 24 lutego 1480 w Colle di Lucoli, zm. 18 stycznia 1543 w L’Aquili) – włoska augustianka, stygmatyczka i błogosławiona Kościoła katolickiego.

## Życiorys
Mattia Ciccarelli urodziła się 24 lutego 1480 roku jako najmłodsza z sześciorga dzieci Domenico de Pericolo i Marii. Wstąpiła do klasztoru w Santa Lucia i została augustianką, przyjmując imię zakonne Krystyna. Troszczyła się o ubogich. Według tradycji chrześcijańskiej była obdarzona stygmatami. Zmarła 18 stycznia 1543 roku, a następnie została pochowana po prawej stronie ołtarza w kościele opactwa Santa Lucia. Beatyfikował ją papież Grzegorz XVI przez zatwierdzenie kultu 15 stycznia 1841 roku.